# Bulgnéville
Bulgnéville település Franciaországban, Vosges megyében. Lakosainak száma 1523 fő (2022. január 1.). Bulgnéville Mandres-sur-Vair, Morville, Sandaucourt, Saulxures-lès-Bulgnéville, Suriauville, Vaudoncourt, Auzainvilliers, Contrexéville és Hagnéville-et-Roncourt községekkel határos.

## Népesség
A település népességének változása:
| Lakosok száma | 1492 | 1517 | 1607 | 1549 | 1541 | 1539 | 1537 | 1533 | 1523 |
|               | 2013 | 2015 | 2016 | 2017 | 2018 | 2019 | 2020 | 2021 | 2022 |